# Colibrí maragda cuaverd
El colibrí maragda cuaverd (Chlorostilbon alice) és una espècie d'ocell de la família dels troquílids (Trochilidae) que habita la selva humida i boscos de les muntanyes del nord de Veneçuela. Recentment ha estat classificat com una subespècie de Chlorostilbon poortmani per alguns autors.